# Kabinet-Marx IV

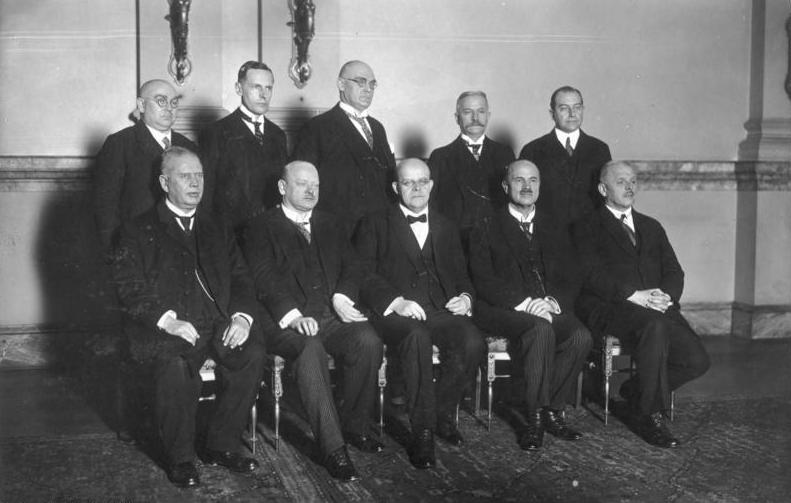
Kabinet-Marx IV

Het Kabinet-Marx IV regeerde in de Weimarrepubliek van 28 januari 1927 tot 12 juni 1928.
| Functie                               | Persoon                                             | Partij     |
| ------------------------------------- | --------------------------------------------------- | ---------- |
| Rijkskanselier                        | Dr. Wilhelm Marx                                    | Zentrum    |
| Plaatsvervanger van de rijkskanselier | Oskar Hergt                                         | DNVP       |
| Buitenlandse Zaken                    | Dr. Gustav Stresemann                               | DVP        |
| Binnenlandse Zaken                    | Walter von Keudell                                  | DNVP       |
| Justitie                              | Oskar Hergt                                         | DNVP       |
| Financiën                             | Dr. Heinrich Köhler                                 | Zentrum    |
| Economische Zaken                     | Dr. Julius Curtius                                  | DVP        |
| Voeding                               | Dr. Martin Schiele                                  | DNVP       |
| Arbeid                                | Dr. Heinrich Brauns                                 | Zentrum    |
| Defensie                              | Dr. Otto Geßler tot 19 januari 1928 Wilhelm Groener | partijloos |
| Verkeer                               | Dr. Wilhelm Koch                                    | DNVP       |
| Post                                  | Dr. Georg Schätzel                                  | BVP        |
| Bezette Gebieden                      | Dr. Wilhelm Marx ad interim                         | Zentrum    |